# Code de l'environnement (Monaco)
Pour les articles homonymes, voir Code de l'environnement.
Le Code de l'environnement est un code juridique regroupant l'ensemble des règles de droit de l'environnement actuellement en vigueur dans la principauté de Monaco. Il est introduit en 2017.

## Histoire
Précédemment au Code, plusieurs lois relatives au droit de l'environnement sont adoptées dans la Principauté :
- la loi no 232 du 8 avril 1937 sur la fumivorité (fumées industrielles)[2],[3] ;
- la loi no 834 du 28 décembre 1967 visant à limiter et diminuer l'intensité du bruit et à réprimer les bruits troublant la tranquillité publique[1],[4] ;
- la loi no 954 du 19 avril 1974 concernant la lutte contre la pollution de l'eau et de l'air[1],[5].

Après un projet de loi transmis au Conseil national le 12 décembre 2008, ce n'est que le 30 novembre 2017 (vers 20 h) que le Code de l'environnement est adopté par les élus, à l'unanimité « sans surprise » comme le note 
Raphaël Brun de Monaco Hebdo. Ce dernier décrit « un texte consensuel, mais pas forcément suffisamment contraignant pour tous les élus ». Le délai d'adoption a, par ailleurs, au moins permis d'attendre une évolution des mentalités et d ela sensibilité aux questions environnementales.
La loi no 1456 promulgue finalement le Code de l'environnement le 12 décembre 2017. Celui-ci consacre plusieurs principes dont :
- le « droit de vivre dans un environnement sain, équilibré et respectueux de la santé et de la biodiversité » ;
- le « principe de précaution en vertu duquel l'absence de certitudes scientifiques et techniques ne doit pas retarder l'adoption des mesures nécessaires à prévenir un risque de dommages graves et/ou irréversibles à l'environnement ou à la santé »[7] ;
- le « principe pollueur-payeur en vertu duquel les frais de toute natue résultant de la prévention, de la réduction et de la lutte contre la pollution d'une part, les dommages causés à l'environnement d'autre part, doivent être supportés par le pollueur »[8].

## Structure actuelle
| Hiérarchie | Subdivision      | Intitulé                                                         | Articles                |
| ---------- | ---------------- | ---------------------------------------------------------------- | ----------------------- |
| 1          | Première partie  | Dispositions législatives                                        | L. 100-1 - L. 570-3     |
| 1.1        | Livre I          | Dispositions communes                                            | L. 100-1 - L. 172-1     |
| 1.1.1      | Titre I          | Définitions                                                      | L. 110-1                |
| 1.1.2      | Titre II         | Principes généraux                                               | L. 120-1 - L. 120-7     |
| 1.1.3      | Titre III        | Information et sensibilisation du public                         | L. 131-1 - L. 132-2     |
| 1.1.4      | Titre IV         | Évaluation environnementale                                      | L. 141-1 - L. 142-2     |
| 1.1.5      | Titre V          | Le conseil de l'Environnement                                    | L. 150-1 - L. 150-2     |
| 1.1.6      | Titre VI         | Normes                                                           | L. 160-1 - L. 160-2     |
| 1.1.7      | Titre VII        | Mesures d'ordre technique et financier                           | L. 171-1 - L. 172-1     |
| 1.2        | Livre II         | Énergie                                                          | L. 210-1 - L. 250-2     |
| 1.2.1      | Titre I          | Objectifs généraux                                               | L. 210-1 - L. 210-3     |
| 1.2.2      | Titre II         | Inventaire et bilan des émissions de gaz à effet de serre        | L. 220-1 - L. 220-3     |
| 1.2.3      | Titre III        | Sobriété et efficacité énergétiques                              | L. 230-1 - L. 230-2     |
| 1.2.4      | Titre IV         | Développement des énergies renouvelables                         | L. 240-1 - L. 240-3     |
| 1.2.5      | Titre V          | Application aux politiques publiques                             | L. 250-1 - L. 250-2     |
| 1.3        | Livre III        | Protection de la nature et des milieux                           | L. 311-1 - L. 325-6     |
| 1.3.1      | Titre I          | Patrimoine naturel et biodiversité                               | L. 311-1 - L. 313-3     |
| 1.3.2      | Titre II         | Protection des milieux                                           | L. 321-1 - L. 325-6     |
| 1.4        | Livre IV         | Pollutions, risques et nuisances                                 | L. 411-1 - L. 454-2     |
| 1.4.1      | Titre I          | Activités et produits                                            | L. 411-1 - L. 414-9     |
| 1.4.2      | Titre II         | Biotechnologies                                                  | L. 421-1 - L. 422-9     |
| 1.4.3      | Titre III        | Déchets                                                          | L. 431-1 - L. 434-2     |
| 1.4.4      | Titre IV         | Risques naturels et technologiques                               | L. 441-1 - L. 443-2     |
| 1.4.5      | Titre V          | Nuisances                                                        | L. 451-1 - L. 454-2     |
| 1.5        | Livre V          | Responsabilité et sanctions                                      | L. 510-1 - L. 570-3     |
| 1.5.1      | Titre I          | Régime de la responsabilité civile en matière environnementale   | L. 510-1 - L. 510-5     |
| 1.5.2      | Titre II         | Principes de réparation applicables au préjudice environnemental | L. 520-1 - L. 520-4     |
| 1.5.3      | Titre III        | Procédures de contrôle                                           | L. 530-1 - L. 530-4     |
| 1.5.4      | Titre IV         | Poursuites                                                       | L. 540-1                |
| 1.5.5      | Titre V          | Sanctions administratives et mesures de sauvegarde               | L. 550-1 - L. 550-6     |
| 1.5.6      | Titre VI         | Sanctions pénales                                                | L. 560-1 - L. 560-9     |
| 1.5.7      | Titre VII        | Principes spécifiques applicables aux sanctions pénales          | L. 570-1 - L. 570-3     |
| 2          | Deuxième partie  | Ordonnances souveraines                                          | O. 150-1 - O. 451-1-1   |
| 2.1        | Livre I          | Dispositions communes                                            | O. 150-1 - O. 150-3     |
| 2.1.1      | Titre V          | Le conseil de l'Environnement                                    | O. 150-1 - O. 150-3     |
| 2.2        | Livre II         | Énergie                                                          | O. 210-1                |
| 2.2.1      | Titre Ier        | Objectifs généraux                                               | O. 210-1                |
| 2.3        | Livre III        | Protection de la nature et des milieux                           | O. 321-1 - O. 322-4-7   |
| 2.3.1      | Titre II         | Protection des milieux                                           | O. 321-1 - O. 322-4-7   |
| 2.4        | Livre IV         | Pollutions, risques et nuisances                                 | O. 431-1 - O. 451-1-1   |
| 2.4.1      | Titre III        | Déchets                                                          | O. 431-1 - O. 435-2     |
| 2.4.2      | Titre V          | Nuisances                                                        | O. 451-1 - O. 451-1-1   |
| 3          | Troisième partie | Arrêtés ministériels                                             | A. 172-1-1 - A. 431-3-1 |
| 3.1        | Livre Ier        | Dispositions communes                                            | A. 172-1-1 - A. 172-3-9 |
| 3.1.1      | Titre VII        | Mesures d'ordre technique et financier                           | A. 172-1-1 - A. 172-3-9 |
| 3.2        | Livre III        | Protection de la nature et des milieux                           | A. 321-1                |
| 3.2.1      | Titre II         | Protection des milieux                                           | A. 321-1                |
| 3.3        | Livre IV         | Pollutions, risques et nuisances                                 | A. 431-2 - A. 431-3-1   |
| 3.3.1      | Titre III        | Déchets                                                          | A. 431-2 - A. 431-3-1   |